# Scalettapass
Scalettapass är ett bergspass i Schweiz.   Det ligger i regionen Prättigau/Davos och kantonen Graubünden, i den östra delen av landet, 190 km öster om huvudstaden Bern. Scalettapass ligger 2605 meter över havet.
Terrängen runt passet är bergig söderut, men norrut är den kuperad. Närmaste större samhälle är Davos, 13,9 km nordväst om passet. 
Trakten runt Scalettapass består i huvudsak av gräsmarker. Runt bergspasset är det mycket glesbefolkat, med 4 invånare per kvadratkilometer.